# منیزیم
منیزیم (به انگلیسی: Magnesium) یک عنصر شیمیایی است . منیزیم فلزی با رنگ نقره‌ای و با نماد شیمیایی اختصاری Mg و عدد اتمی ۱۲ است. این عنصر یک فلز قلیایی خاکی است که در طبیعت به فراوانی یافت می‌شود و در بدن انسان نقش اساسی دارد. نام منیزیم از واژهٔ یونانی Magnesia (منطقه‌ای در Thessaly) و از نام شهر قدیمی Magnesia در آسیای صغیر گرفته شده است. این فلز ، هشتمین عنصر فراوان موجود در پوستهٔ زمین، سومین عنصر فراوان محلول در آب دریا و همچنین یازدهمین عنصر فراوان در بدن انسان است. منیزیم در گروه دوم و دوره سوم جدول تناوبی (فلزات قلیایی خاکی: فلزاتی که با آب تولید قلیا می‌کنند) قرار دارد.
{\displaystyle {\ce {Mg(s) +2H2O(l)->Mg(OH)2(aq) + H2(g)}}}

 این عنصر به‌دلیل واکنش‌پذیری زیاد به‌صورت خالص، در طبیعت یافت نمی‌شود اما می‌توان آن را به‌صورت ترکیب با عناصر دیگر در طبیعت مشاهده کرد. استخراج منیزیم خالص بیشتر از سنگ دولومیت (کانی متشکل از منیزیم و کلسیم کربنات) و سنگ منیزیت (منیزیم کربنات) است. 
منیزیم در واکنش های بیولوژیکی متعددی دخیل بوده و بر عملکرد صحیح بسیاری از آنزیم ها تاثیر گذار است همچنین در ساختار کلروفیل گیاهان وجود داشته پس در فتوسنتز نقش دارد. 
ویژگی های فیزیکی:
چگالی : حدود دو سوم آلومینیوم (کم) 
نقطه ذوب :٩٢٣K (923 کلوین) یا ۶۵٠ درجه سانتی گراد 
نقطه جوش : ١٣۶٣K (1363 کلوین) یا ١٠٩٠ درجه سانتی گراد 
ویژگی های شیمیایی:
رنگ :خاکستری مایل به سفید
واکنش پذیری :با آب واکنش می‌دهد و گاز هیدروژن تولید میکند
اشتعال پذیری : در حالت پودری به علت افزایش سطح تماس با گاز اکسیژن به راحتی با شعله سفید میسوزد. 
```
به‌هنگام 
سوختن کامل
 منیزیم، نوری سفید و درخشان از آن ساطع می‌شود. منیزیم معمولاً ازطریق 
الکترولیز
 (برق کافت) نمک‌های موجود در 
آب‌های شور
 به‌دست می‌آید. در این روش، منیزیم پس‌از گرفته شدن از 
آب دریا
 با یون 
هیدروکسید
 واکنش داده و 
منیزیم هیدروکسید
 جامد تولید می‌شود سپس از صافی عبور داده می‌شود و با 
هیدروکلریک اسید
 ترکیب و به‌صورت جامد 

  

    

      

        

          

            
MgCl

            

              
2

            

            

              

            

          

        

      

    

    
{\displaystyle {\ce {MgCl2}}}

  

 (
منیزیم کلرید
) تبدیل شده و در نهایت 
ذوب
 می‌شود سپس با استفاده از روش 
برق‌کافت
 این فلز را به‌ دست می‌آورند. 
```

منیزیم یکی از عناصر حیاتی و اصلی بدن انسان است. حضور عنصر منیزیم در بدن انسان برای همهٔ سلول‌ها و عملکرد تقریباً ۳۰۰ آنزیم‌ ضروری است و کمبود منیزیم می‌تواند سبب اختلال عملکرد در بخش‌های مختلف بدن گردد. در آزمایش‌های پزشکی متداول هم میزان عنصر منیزیم بدن مورد سنجش قرار می‌گیرد. کمبود منیزیم باعث اختلالات گسترده در سیستم عصبی بدن می‌شود.
معمولاً منیزیم از طریق مصرف برخی مواد غذایی تأمین می‌شود مانند: موز، آووکادو، سیب و برگهٔ زردآلو.
این عنصر دارای دو الکترون در لایهٔ ظرفیت (والانس) خود است و با توجه به خاصیت فلزی آن در واکنش با عناصر نافلزی یا عناصری که نسبت به آن‌ها فعال‌تر است دو الکترون را از دست می‌دهد.

## تاریخچه
جوزف بلک در سال ۱۷۵۵ میلادی، نخستین فردی بود که منیزیم را به‌عنوان یک عنصر تشخیص داد. او منیزیا (اکسید منیزیم) را از آهک (اکسید کلسیم) متمایز کرد؛ اگرچه هر دو با گرم کردن سنگ‌های کربناته مشابهی مانند منیزیت و سنگ آهک تولید می‌شدند. یک ماده معدنی دیگر منیزیم به نام مرشام (سیلیکات منیزیم) در سال ۱۷۸۹ توسط توماس هنری گزارش شد. این ماده معدنی در ترکیه برای ساخت لوله‌های سیگار کشیدن تنباکو به‌طور گسترده‌ای استفاده می‌شد.
یک فرم ناخالص از منیزیم فلزی برای اولین بار در سال ۱۷۹۲ توسط آنتون روپرت که منیزیا را با زغال حرارت داد، تولید شد. مقدار خالص، اما کمی از این فلز در سال ۱۸۰۸ توسط همفری دیوی با الکترولیز اکسید منیزیم جدا شد. بااین‌حال، دانشمند فرانسوی آنتوان الکساندر بروتوس بوسی بود که در سال ۱۸۳۱ با واکنش کلرید منیزیم با پتاسیم مقدار قابل توجهی از فلز را تولید کرد و سپس خواص آن را مطالعه کرد.

## ویژگی‌ها
منیزیم به‌عنوان سبک‌ترین فلز صنعتی با ویژگی‌های منحصر به فرد متالورژیک، کاربردهای وسیعی در صنایع مختلف دارد. با وجود محدودیت‌های ذاتی در تولید و استفاده از منیزیم به دلیل این ویژگی‌ها روز به روز به کاربرد این فلز در صنایع مختلف افزوده می‌شود. از ویژگی‌های منحصر به فرد منیزیم می‌توان موارد زیر را برشمرد:
- منیزیم با چگالی ۱.۷ گرم بر سانتی‌متر مکعب، سبک‌ترین فلز با قابلیت استفاده صنعتی مانند تولید قطعات است. چگالی منیزیم ۳۰ درصد از آلومینیوم کمتر، (چگالی آلومینیوم ۲.۷ گرم بر سانتی‌متر مکعب) و تنها ۲۰ درصد چگالی آهن است (چگالی آهن ۷.۸ گرم بر سانتی‌متر مکعب است). این ویژگی منحصر به فرد جذابیت فراوانی برای استفاده از این فلز در تولید قطعات متحرک و صنعت حمل و نقل ایجاد کرده است.
- آلیاژهای منیزیم استحکام قابل توجهی از خود نشان می‌دهند. این ویژگی سبب افزایش نسبت استحکام به وزن این فلز شده است. به‌عنوان مثال جهت تغییر جنس تیری ۱۰ کیلویی از فولاد، می‌توان بدون تغییر چقرمگی از تیری منیزیمی با وزن ۳.۸ کیلوگرم استفاده کرد. نسبت بالای استحکام به وزن سبب شده در بسیاری از قطعات مختلف صنایع هوایی و خودروسازی از منیزیم استفاده شود. نمونه چنین قطعاتی پوسته جعبه دنده بالگرد و بعضی در قطعات و ابزارهای ساخت صنایع دستی است.
- از خواص مکانیکی این فلز می‌توان به قابلیت جذب ارتعاشات اشاره کرد. این ویژگی سبب شده است که استفاده از آلیاژهای منیزیم برای مدیریت ارتعاشات، مخصوصاً در صنعت خودرو بسیار مورد توجه قرار گیرد. در مقایسه با آلیاژ آلومینیوم A356 با ضریب میرایی ۱٪ در تنش ۱ مگاپاسکال، برای آلیاژ AZ91 منیزیم این ضریب ۲۵٪ است. در تنش ۱۰۰ مگاپاسکال این ضریب برای آلومینیوم A356%۴ و برای منیزیم AZ91%۵۴ است.
- منیزیم سپری قوی در برابر امواج الکترومغناطیس می‌باشد. دیواره‌ای ۱ میلی‌متری از منیزیم به راحتی می‌تواند در برابر امواجی با شدت‌های بالاتر از ۸۵ دسی بل نفوذناپذیر باشد. از این ویژگی منیزیم برای تولید بدنهٔ تلفن‌های همراه، تجهیزات الکترونیکی، نظامی و تولید سیم‌های انتقال اطلاعات پرتوان استفاده می‌شود.
- یکی دیگر از خصوصیات آلیاژهای منیزیم در مقایسه با آلومینیوم، پایداری ابعادی در برابر تغییرات حرارتی می‌باشد. در منیزیم، پارامترهای مختلف خواص حرارتی، مانند رسانایی پایین‌تر و گرمای ویژه بالاتر از آلومینیوم است. از جمله فرایندهای تحت تأثیر خواص حرارتی ماشین‌کاری دقیق است. آلیاژهای منیزیم حین گرم و سرد شدن سریع در فرایند ماشین کاری، تغییرات ابعادی کمی دارند. این ویژگی ماشین کاری دقیق این آلیاژها را ساده‌تر می‌سازد.
- منیزیم در مقایسه با آلومینیوم، سیالیت بالاتر در ریخته‌گری، نیاز به فشار کمتر در دایکست و عدم واکنش با فولاد در بوته و قالب دارد. با در نظر گرفتن این مزایا می‌توان برای دایکست قطعه‌ای منیزیمی از دستگاه‌های دایکست با ظرفیت کم‌تر استفاده نمود و تعداد به مراتب بیشتری قطعه در قالب‌های مشابه فولادی تولید نمود.
- منیزیم یک فلز نقره‌ای رنگ است که در طبیعت به‌صورت ترکیب‌های مختلف یافت می‌شود. این فلز سبک و مقاومت بالایی در برابر خوردگی دارد و در صنایع مختلف مثل ساخت آلیاژهای سبک برای هواپیماها و خودروها، همچنین در تولید لوازم الکترونیکی و تجهیزات پزشکی استفاده می‌شود. منیزیم نقش مهمی در بدن انسان نیز دارد و برای عملکرد درست عضلات، اعصاب و خواب ضروری است. همچنین به تقویت استخوان‌ها و تولید انرژی کمک می‌کند.

## محدودیت‌ها
با وجود ویژگی‌های منحصر به فرد و خاص آلیاژهای منیزیم، این آلیاژها محدودیت ذاتی دارند که استفاده از آن‌ها را محدود ساخته است. دانشمندان در تلاش هستند که با طراحی آلیاژهای جدید و فرآیندهای تولید نوآورانه بر این محدودیت‌ها فائق آیند. افزایش مصرف روزافزون آلیاژهای منیزیم نشان از موفقیت دانشمندان در توسعه کاربرد آلیاژهای منیزیم و چیره شدن مزیت‌ها بر محدودیت‌های این آلیاژها دارد. به‌طور کلی می‌توان محدودیت‌های آلیاژهای منیزیم را در سه دسته طبقه‌بندی کرد:

### ناهمسان گردی خواص مکانیکی
منیزیم با ساختار بلوری هگزاگونال از تقارن پایینی در مقیاس بلوری برخوردار است. چینش خاص صفحات بلوری در ساختار هگزاگونال سبب شده در صفحاتی خاص، تراکم شبکه به مراتب بالاتر از صفحات دیگر باشد. این تفاوت تأثیر مستقیمی بر قابلیت حرکت نابجایی‌ها در جهات مختلف می‌گذارد. به صورتی که در برخی صفحات و جهات (صفحات قاعده‌ای) نابجایی‌ها به راحتی و با تنش برشی پایین قابلیت حرکت پیدا می‌کنند، درحالی که در سایر صفحات (مانند صفحات منشوری و هرمی) قابلیت حرکت نابجایی‌ها به شدت محدود است. عدم یکنواختی، سبب محدودیت‌هایی در تغییر شکل می‌شود. در اثر حرکت نابجایی‌ها شبکه کریستالی داخل دانه‌ها به سوی جهت اعمال نیرو چرخش می‌کند. در آلیاژهای منیزیم به دلیل حرکت اکثر نابجایی‌ها در صفحات قاعده‌ای، چرخش کریستالی اکثر دانه‌ها به سمت جهتی واحد خواهد بود (صفحه نرمال قاعده‌ها به سوی جهت اعمال نیرو می‌گردد). در نتیجه پس از تغییر شکل ماده، پلی کریستال حاوی دانه‌هایی خواهد بود که همگی با هم، هم‌راستا شده‌اند و ناهمسان گردی ساختار هگزاگونال داخل خود را به کل قطعه تعمیم داده‌اند. به عنوان مثال ورقی از آلیاژ منیزیم با چنین جهت‌گیری بلوری حین کشش عمیق به راحتی در راستای صفحه نابجایی‌ها حرکت کرده و تغییر شکل می‌دهد. اما تغییر شکل در ضخامت ورق که وابسته به حرکت نابجایی‌ها در صفحات منشوری و هرمی است بسیار محدود بوده و لذا تغییر شکل در این راستا ممکن نبوده و ورق به سرعت پاره می‌شود. در شکل انتهای صفحه سیستم‌های لغزش و سیستم‌های دوقلویی ساختار هگزاگونال منیزیم قابل مشاهده است. علی‌رغم چنین محدودیت ذاتی، دانشمندان روش‌های مختلفی برای کنترل این محدودیت پیشنهاد کرده‌اند. به عنوان مثال تغییر شکل در دمای بالا باعث نزدیک‌تر شدن تنش برشی بحرانی حرکت نابجایی‌ها در صفحات قاعده‌ای و غیرقاعده‌ای می‌شود. همچنین استفاده از عناصر آلیاژی که باعث تغییر نسبت ارتفاع به عرض شبکه در بلور هگزاگونال منیزیم می‌شوند نیز به عنوان راهی دیگر برای افزایش شکل‌پذیری آلیاژهای منیزیم مورد توسعه قرار گرفته است. در روش سوم برای افزایش شکل‌پذیری منیزیم با استفاده از تغییر شکل‌های نامتقارن (مانند نورد نامتقارن ورق) از هم‌جهت شدن دانه‌ها جلوگیری می‌شود. با وجود ارائه راهکارهای متفاوت عموماً این روش‌ها هزینه تولید را به شدت بالا برده و توجیه اقتصادی برای تولید انبوه را برای کاربردهای معمول زیر سؤال می‌برد. این محدودیت آلیاژهای منیزیم سبب شده بیش از ۹۰٪ قطعات صنعتی ساخته شده با این آلیاژها با روش‌های ریخته‌گری تولید شود و عموماً از تغییر شکل این آلیاژها مگر در موارد خاص اجتناب شود.

### استحکام آلیاژها
منیزیم با عناصر دیگر مخلوط شده و آلیاژهای مختلف تولید می‌شود. در آلیاژهای متداول و پرکاربرد منیزیم، افزایش استحکام از طریق ایجاد رسوبات مختلف صورت می‌پذیرد. این مکانیزم افزایش استحکام برای کاربرد در دماهای پایین بسیار مؤثر است. اما با افزایش دما این رسوبات در فاز زمینه حل شده و این آلیاژها در دماهای بالا به شدت استحکام خود را از دست می‌دهند. از این رو استفاده از این آلیاژها در دماهای بالا و در شرایط تغییر شکل خزشی به چالشی برای دانشمندان تبدیل شده است. برای این محدودیت هم چاره‌های مختلفی اندیشیده شده است. از جمله این راهکارها می‌توان به تولید آلیاژهای خاص با رسوبات مقاوم به حرارت و تولید کامپوزیت‌های پایه منیزیم با ذرات تقویت شده سرامیکی اشاره کرد. در حال حاضر آلیاژهایی با مقاومت خزشی مناسب در دمای حداکثر ۴۰۰ درجه سانتی‌گراد ابداع شده و به صورت صنعتی مورد استفاده قرار گرفته است.

### خوردگی
منیزیم با الکترونگاتیویته ۱/۳۱ تقریباً قابلیت الکترون‌دهندگی به تمام فلزات را دارا است. از این رو در تماس با آن‌ها پیل الکتروشیمیایی تشکیل شده، منیزیم خورده شده و فلز دیگر محافظت می‌شود. این خاصیت منیزیم برای تولید آندهای فدا شونده به نحو احسن استفاده می‌شود. اما در کاربردهای صنعتی، خوردگی بالا به عنوان محدودیت در کاربرد در نظر گرفته می‌شود. برای این محدودیت نیز راهکارهای متعددی بر پایه آلیاژسازی و اصلاح ریز ساختار پیشنهاد شده است. لازم است ذکر شود که خوردگی سریع منیزیم در برخی کاربردها به عنوان مزیت شناخته می‌شود. برای مثال می‌توان از برخی از آلیاژهای منیزیم در تولید استنت‌های زیست تخریب‌پذیر برای درمان رگ‌های گرفته قلب استفاده نمود. این نوع از استنت‌ها نیازی به جراحی مجدد برای خارج کردن نداشته و در مدت زمان کنترل شده به تدریج در محیط بدن حل می‌شوند.
در دماهای بالا واکنش‌پذیری بالای منیزیم به صورت احتراق در دمای پایین‌تر از دمای ذوب خود را نشان می‌دهد. این مسئله نیز در استفاده، کاربرد و تولید قطعات منیزیمی موانعی ایجاد نموده است. به عنوان مثال تا سال ۲۰۱۵ استفاده از قطعات منیزیمی داخل کابین هواپیماهای مسافربری ممنوع بوده است. با این وجود، با پیشرفت تکنولوژی و معرفی آلیاژهای جدید مقاوم به احتراق، این ممنوعیت مطلق برداشته شده و به جای آن لزوم رعایت استاندارد جدید و مقاومت در آزمایش‌های سخت‌گیرانه جایگزین شده است. در فرایندهای تولیدی مانند ریخته‌گری که ایجاد مذاب منیزیم اجتناب‌ناپذیر است نیز روش‌های متعددی برای کنترل احتراق مورد استفاده قرار می‌گیرد. از جمله این روش‌ها می‌توان به استفاده از فلاسک‌ها (عموماً نمک‌های کلریدی و فلوریدی) و گازهای محافظ اشاره کرد.

## تولید

### استخراج منیزیم از آب دریا
در روش استخراج منیزیم از آب دریا، منیزیم به صورت هیدروکسید رسوب کرده و به وسیلهٔ واکنش با کلریدریک اسید، به منیزیم کلرید تبدیل می‌شود. منیزیم کلرید به وسیلهٔ تبخیر محلول، بازیافت شده و فلز منیزیم به وسیلهٔ الکترولیز نمک مذاب به دست می‌آید.

## فرایندالکترولیت
اولین مرحله از فرایند فراهم کردن کلرید منیزیم به صورت جزئی دهیدراته شده - یا کارنالیت دهیدراته است. خوراک ورودی سلول صنعتی شامل مخلوطی از کلرید منیزیم دهیدراته، کلرید منیزیم جزئی دهیدراته شده یا کارنالیت دهیدراته است.
منیزیم کلرید دهیدراته شده، به وسیلهٔ یکی از این دو روش فراهم می‌شود: کلرید کردن اکسید منیزیم یا دهیدراته کردن آب نمک منیزیم کلرید.
سلول الکترولیتی شامل مخزن آجرکاری شده است که به محفظه‌های کاتد و آند تقسیم می‌شود. آند گرافیتی هوا _خنک‌شونده یا آب_ خنک‌شونده و کاتد فولادی در الکترولیت متشکل از کلریدهای قلیایی با افزودنی منیزیم کلرید، غوطه‌ور می‌شوند. دمای کاری بین ۷۵۰–۶۸۰ درجه سانتی‌گراد است. کلرید منیزیم در سلول الکترولیتی مطابق واکنش زیر تجزیه می‌شود:
{\displaystyle {\ce {MgCl2->Mg +Cl2}}}
منیزیم فلزی در کاتد تشکیل شده (روشن‌تر از الکترولیت است) و شناور می‌شود تا در قسمت کاتد جمع شود. کلر که محصول فرعی این فرایند است در آند جمع می‌شود.
در کشورهایی که انرژی الکتریکی ارزان است و بازار مصرف پایداری نیز وجود دارد، تولید به روش الکترولیز به صرفه است. این مقرون به صرفه بودن زمانی بیشتر است که منیزیم کلرید مورد نیاز از منبعی مثل آب دریا تأمین شود.

## فرایند احیای سیلیکوترمی
منیزیم طی فرایند سیلیکوترمی در دماهای بالا به وسیلهٔ فروسیلیسیم کاهش یافته و کریستال‌های منیزیم تشکیل می‌شوند. این فرایند شامل احیای اکسید منیزیم مذاب توسط فروسیلیسیم تحت خلأ در دمای حدود ۱۴۰۰ درجه سانتی‌گراد است. منیزیم فلزی در این فرایند تشکیل شده، تبخیر می‌شود و سپس دور از منطقه گرم تقطیر می‌گردد. منیزیم تقطیر شده دارای خلوص ۹۹٫۸٪ است و سپس مجدداً ذوب و ریخته‌گری می‌شود.
حال در انتهای این بخش به دلیل موضوعیت این فرایند در گزارش تهیه شده و استفاده از این روش به عنوان تنها روش تولید منیزیم در کشور، لازم دیده می‌شود که این فرایند را به‌طور خلاصه شرح دهیم.
به صورت کلی این فرایند از چهار مرحله اصلی و چندین مرحله کنترلی تشکیل شده است که در ادامه به آن‌ها پرداخته می‌شود.

## واحد کلسیناسیون
در واحد کلسیناسیون ابتدا سنگ‌های دولومیت استخراج شده پس از دپوسازی به واحد کنترل منتقل شده و میزان خلوص منیزیم در آن‌ها مورد بررسی قرار می‌گیرد، پس از تأیید سنگ‌های استخراجی، این سنگ‌ها را غربال کرده و به لحاظ ابعادی بهینه می‌گردند. سپس به منظور افزایش خلوص منیزیم موجود در دولومیت‌های استخراجی و آماده‌سازی برای تحویل به بخش احیا، سنگ‌ها را وارد کورهٔ دوار می‌کنند. در این بخش سنگ‌های موجود در دمای ۱۲۰۰ درجه سلسیوس قرار گرفته و گاز کربن دی‌اکسید خود را همان‌طور که در معادله زیر به آن اشاره شده است از دست می‌دهند:
{\displaystyle {\ce {MgCO3.CaCO3(s) + Q -> MgO.CaO(s) + 2CO2 + O2(g)}}}
پس از گذر سنگ‌های مورد نظر از این بخش، سنگ‌های خاکستری اولیه به رنگ سفید درآمده و به بخش بعدی منتقل می‌شود. لازم است ذکر شود که گاز خروجی از این کوره حاوی مقادیر قابل توجهی آب و دی‌اکسید کربن است که چگونگی استفاده از ضایعات تولیدی خود می‌تواند به‌طور مفصل مورد بررسی قرار گیرد.

## واحد آسیاب و بریکت‌سازی
در این بخش دولومیت‌های کلسینه شده به منظور آماده‌سازی برای تحویل به بخش احیا به نسبت‌های مشخصی با فروسیلیس (۷۵ درصد کربن) و فلورین مخلوط می‌شود. مواد مخلوط شده سپس وارد آسیاب گشته و در چندین مرحله پودر می‌شوند.
پس از مراحل فوق مواد آسیاب‌شده به منظور بهینه‌سازی شکلی و ابعادی، به شکل بریکت درآورده شده و در محفظه‌هایی برای انتقال به مرحله بعد نگه‌داری می‌شوند.

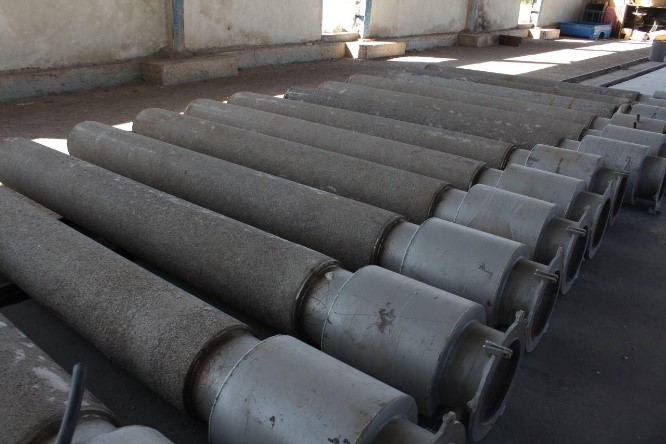
ریتورت واحد احیاء منیزیم

### واحد احیاء منیزیم
در این مرحله بریکت‌ها را درون محفظه‌ای استوانه‌ای شکل که ریتورت نام دارد، شارژ می‌نمایند. پس از شارژ، داخل محفظه ریتورت‌ها توسط دو پمپ خلأ در دو مرحله تخلیه می‌شود، اولین پمپ فشار داخل، ریتورت‌ها را به فشاری در حدود ۱۱۰ پاسکال رسانده و دیگری این فشار را به حدود ۱۰ الی ۵ پاسکال می‌رساند. این فرایند احیاء حدود ۱۰ ساعت به طول می‌انجامد که در طی آن منیزیم موجود در بریکت‌ها توسط فروسیلیس احیاء شده و به سمت دیگر ریتورت که کندانسور تعبیه شده و فشار کم‌تری دارد منتقل می‌شود. سپس منیزیم در محفظهٔ ابتدایی ریتورت که محفظه چگالش نام دارد از گاز به جامد تبدیل می‌شود که به اصطلاح آن را کرون یا تاج منیزیم می‌نامند. بقیه مواد داخل ریتورت که بریکت سوخته نام دارند تخلیه و به عنوان دور ریخت جمع‌آوری می‌شود. فرایند گفته شده در بالا در معادله زیر خلاصه می‌شود.

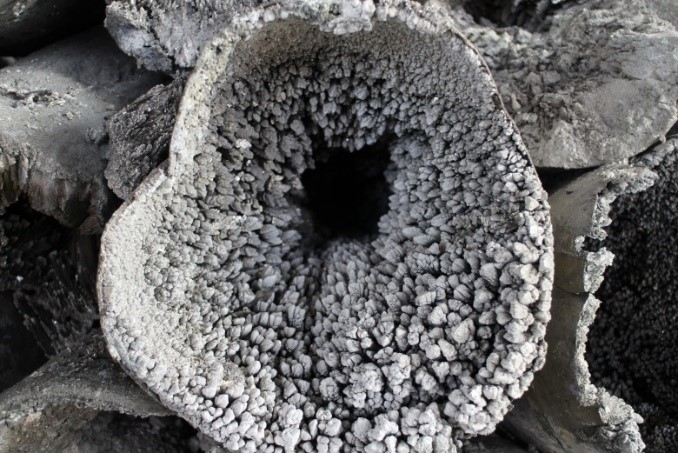
کرون‌های تولید شده در واحد احیاء

{\displaystyle {\ce {2MgO.CaO(s) + Si(Fe)(s) -> 2Mg(g) + CaO.SiO2(s) + Fe(s)}}}

### واحدریخته‌گری
کرون‌های تولید شده در مرحله قبل، به خلوص مورد نظر رسیده‌اند ولی به دلیل اشکال و اندازه غیراستاندارد و ناموزون کرون‌های سرد شده نیاز است که این کرون‌ها در کوره دوباره ذوب شده و برای بسته‌بندی و فروش به شمش تبدیل شوند.

## مشخصات شیمیایی
منیزیم در حالت پودری، گرم می‌شود و زمانی که در معرض هوا قرار می‌گیرد، آتش گرفته و با شعله‌ای به رنگ سفید می‌سوزد. این فلز قلیایی خاکی عمدتاً به عنوان یک عامل آلیاژ دهنده برای ساخت آلیاژهای آلومینیوم - منیزیم استفاده می‌شود. این عنصر به صورت سه ایزوتوپ یافت می‌شود: ۲۶Mg, ۲۵Mg, ۲۴Mg که همهٔ این ایزوتوپ‌ها به مقادیر زیاد یافت می‌شوند. حدود ۷۹٪ از کل منیزیم موجود از نوع ۲۴Mg است. همچنین این ایزوتوپ از مابقی پایدارتر است.
همچنین منیزیم مانند برخی از فلزات قلیایی مر نمایش فرمول یونی آن باید از نماد اعداد یونانی استفاده کرد برای مثال:
منیزیم (||) اکسید نشان دهنده ({\displaystyle {\ce {MgO}}})است.

## کانی‌ها
اگر چه منیزیم در ۶۰ کانی یافت می‌شود اما این عنصر در ذخایر بزرگ منیزیت، دولومیت، بروسیت، کارنالیت، الیوین و سیلیکات‌های منیزیم که پتانسیل اقتصادی دارند، یافت می‌شود.

## کاربردهای عمده
کاربردهای منیزیم در صنایع مختلف به شرح زیر است:
- دیرگداز
- آلیاژ
- تولید فلز منیزیم
- داروسازی
- سولفورزدایی و نودولی شدن در صنعت آهن و فولاد
- کاربردهای شیمیایی
- اکسید منیزیم
- کربنات منیزیم
- بی سولفید منیزیم
- سولفات منیزیم
- کلرید منیزیم
- منیزیم هیدروکسید
- منیزیای پخته‌شده
- مکمل غذای حیوانات

## کاربرد آلیاژها
شکل‌دهی به روش کشش ورق‌های منیزیم در دماهای پایین جهت تولید قطعات با عمق کشش کم، برای تولید قاب محصولات الکترونیکی از جمله موبایل و کامپیوتر از طریق روش RUB امکان‌پذیر است، اما برای تولید محصولاتی با عمق کشش بالا و کشش عمیق باید از قالب‌های گرم کار استفاده کرد و همچنین ایجاد گرادیان دمایی در سطح ورق جهت کشش‌های عمیق‌تر بسیار حائز اهمیت می‌باشد که با این کار باعث بالا رفتن تنش تسلیم به صورت موضعی در نوک سمبه می‌شود و باعث شکل‌دهی‌های موفق‌تری می‌شود. از طریق تست CCV می‌توان فهمید که دمای بالا جهت شکل‌دهی منیزیم دارای یک حد نهایی می‌باشد و از یک دمایی بالاتر باعث پارگی در نوک سمبه می‌شود.
پیشنهادهایی که به منظور تحقیقات آینده بر روی ورق‌های منیزیمی می‌شود شامل مطالعه و بررسی ورق‌های دولایه منیزیمی و تست‌های کشش عمیق منیزیم دولایه و چندلایه و همچنین، ارائه راهکار جهت کنترل دقیق‌تر گرادیان دمایی در قالب، نوک سمبه و ورق که در نهایت باعث بالا رفتن سرعت در تولید قطعات می‌شود است. همچنین بررسی قالب‌های بزرگ‌تر نظیر سقف اتومبیل و اجزاء بدنهٔ آن به روش گرم کار ورق منیزیم جهت تولید خودروهایی با وزن سبک‌تر.
آلیاژهای منیزیم به دلیل دارا بودن استحکام ویژه بالا جایگزین مناسبی برای فولاد و آلومینیوم مورد استفاده در قطعات سبک در صنایع اتومبیل و الکترونیک هستند که این موضوع باعث افزایش تقاضای این آلیاژ گردیده است. البته ورق‌های منیزیمی در دمای پایین تغییر شکل بسیار کمی دارند که باعث محدودیت شدید کاربرد آن‌ها شده است. این شکل‌پذیری کم ناشی از غالب بودن سیستم لغزش قاعده‌ای آن در تغییر شکل است که در قطعات کارشده این بافت قاعده‌ای بسیار شدید است. شکل‌پذیری ورق‌های منیزیم به وسیلهٔ کاهش شدت بافت قاعده‌ای می‌تواند بهبود یابد. ازاین‌رو تلاش‌های زیادی برای کاهش این شدت به منظور بهبود شکل‌پذیری آن انجام شده است. افزودن عناصر آلیاژی مانند عناصر نادر خاکی و لیتیوم یک روش مؤثر برای تضعیف بافت قاعده‌ای است. بااین‌حال اضافه کردن این عناصر گران‌قیمت، هزینهٔ تمام شده قطعه را افزایش می‌دهد؛ بنابراین نیاز به کنترل و کاهش بافت قاعده‌ای با به کاربردن تکنیک‌های فرایند تولید است. در سال‌های اخیر فرایندهایی مانند نورد نامتقارن، نورد متقاطع، خم‌کاری تکراری تک‌جهته، خم‌کاری تکراری، نورد کانال زاویه‌ای با مقطع یکسان، شکل‌دهی غلطکی موجی، آنیل با دمای بالا قبل و بعد از نورد گرم، ترکیب نورد گرم و نورد دمای بالا برای بهبود خواص ورق‌های منیزیمی به کار گرفته شده است. در فرایند نورد به منظور جلوگیری از شکست و ایجاد ترک، پارامترهای فرایند برای آلیاژهای منیزیم باید به دقت کنترل شوند. در روش سنتی نورد، دمای بالای نورد، نورد چند مرحله‌ای با کاهش ضخامت کم و آنیل کافی بین هر یک از مراحل نورد به کار گرفته می‌شد. افزایش دمای فرایند برای شکل‌پذیری بهتر آلیاژ منیزیم به دو دلیل مفید است: اول این که سیستم‌های لغزش غیر قاعده‌ای در دمای بالاتر فعال می‌شوند که این سیستم‌های لغزش مستقل امکان شرکت در تغییر شکل را دارند و دلیل دوم تبلور مجدد دینامیکی است که با افزایش دما، افزایش می‌یابد و باعث کاهش سختی ماده حین تغییر شکل می‌شود.

## نقش زیست‌شناختی

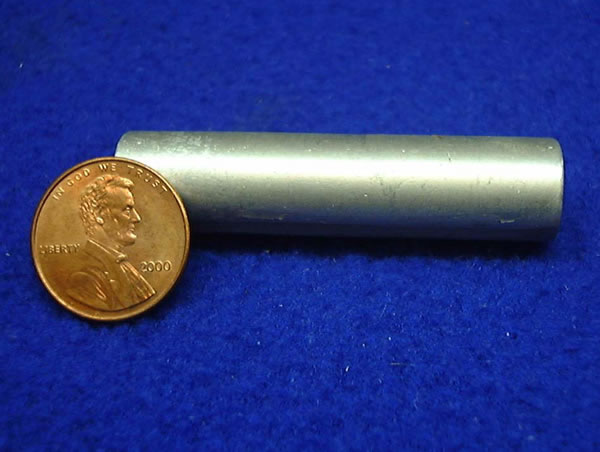
یک میلهٔ منیزیمی

منیزیم معدنی برای قلب، ماهیچه، و کلیه مهم و مفید است. این ماده قسمتی از دندان و استخوان شما را می‌سازد. مهم‌تر از همه، این ماده آنزیم‌ها را فعال می‌کند، به شما انرژی می‌دهد و به کارکرد بهتر بدن کمک شایانی می‌کند. این ماده همچنین استرس، افسردگی و بی‌خوابی را کاهش می‌دهد. ویتامین ب۶ به جذب منیزیم مورد نیاز کمک می‌کند و با منیزیم در بسیاری از کارها همکاری می‌کند. منیزیم در بسیاری از غذاها قابل دسترس است. قرص‌های مغذی تنها می‌تواند به شما مقدار منیزیم دریافتی را نشان دهد. دانشمندان روش‌های مختلفی برای مشخص کردن مقدار منیزیم موجود در غذاهای متفاوت پیدا کرده‌اند؛ هرچند که بسیاری از غذاها هنوز به‌طور کامل بررسی نشده‌اند.
بیماری‌های مشخصی تعادل منیزیم بدن را بهم می‌زند. برای مثال استفراغ یا اسهال می‌تواند منجر به کمبود منیزیم به‌طور موقتی شود. بیماری‌های معده و روده، دیابت، التهاب پانکراس، نارسایی کلیه و داروهای دیورتیک (ادرارآور) می‌توانند موجب کمبود طولانی مدت منیزیم گردند. اگر مبتلا به یکی از بیماری‌های ذکرشده هستید برای اطلاع از میزان مصرف منیزیم مورد نیازتان، با پزشک مشورت کنید.

### کاربردهای پزشکی
مصرف کافی منیزیم می‌تواند در موارد زیر کمک کند:
- جلوگیری از سخت رگی (تصلب شرایین)
- جلوگیری از حمله و سکته قلبی
- کاهش فشار خون
- کاهش چربی زرد (کلسترول) و تری‌گلیسیرین خون
- تصحیح بی‌نظمی‌های ضربان قلب
- توقف حمله حاد آسم
- کاهش میزان نیاز به انسولین در صورت دیابتی بودن
- جلوگیری از تشکیل سنگ کلیه
- درمان بیماری کرون
- درمان سر و صدای ناشی از کاهش شنوایی
- بهبود بینایی در صورت داشتن آب سیاه
- کاهش گرفتگی ماهیچه، زود پریشی، خستگی، افسردگی و احتباس مایع مرتبط با قاعدگی
- جلوگیری از عوارض جدی آبستنی مانند پره اکلامپسی و اکلامپسی
- نگه‌داری و تجدید سطح انرژی طبیعی بدن
- بهبود چگونگی خواب
- کاهش اضطراب و افسردگی
- کاهش عوارض و آثار استرس

## منیزیم سوختی برای نیروگاه‌های حرارتی

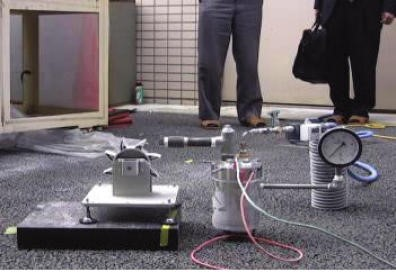
نمونه اولیه از یک نیروگاه حرارتی در مقیاس آزمایشگاهی

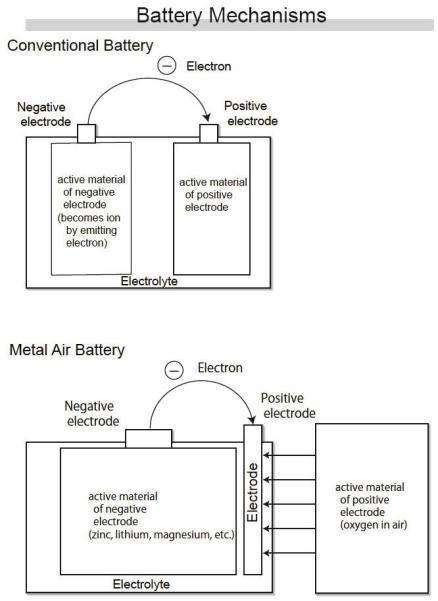
طرحی شماتیکی از باتری منیزیم هوا

## نورد منیزیم

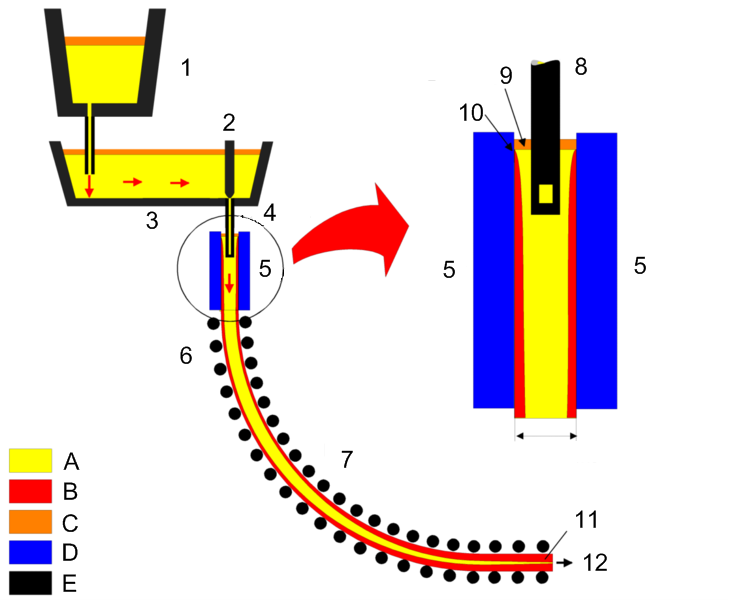
نمایی از ریخته‌گری پیوسته (غیر منیزیم)

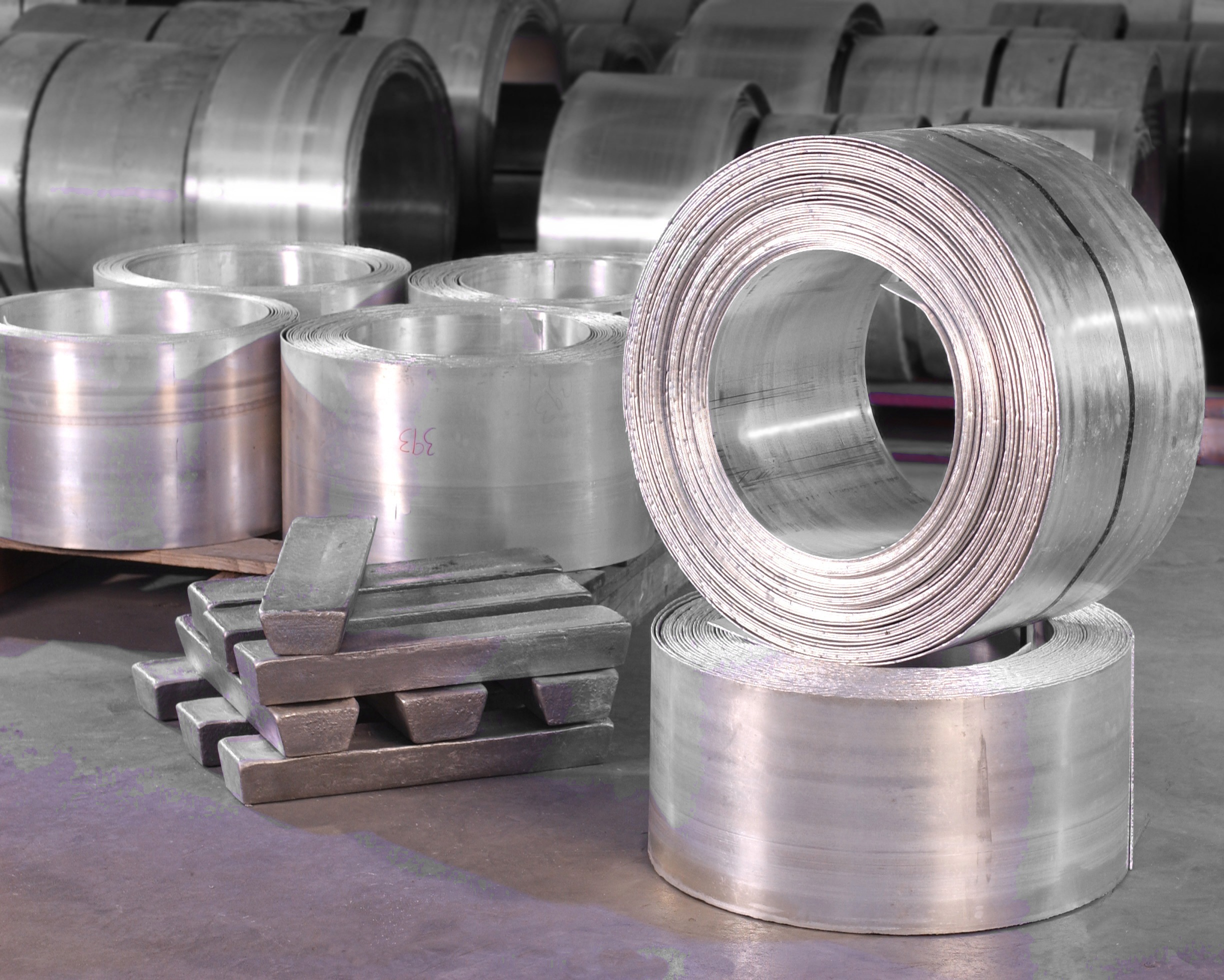
ورق منیزیم

##### ریخته‌گری با فشار بالا با استفاده از محفظه داغ

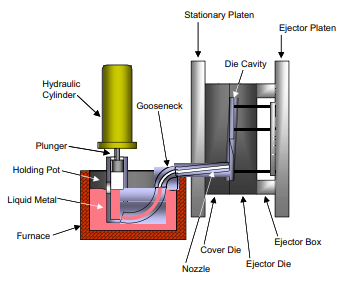
ریخته‌گری با فشار بالا با استفاده از محفظه داغ

##### ریخته‌گری با فشار بالا با استفاده از محفظه سرد

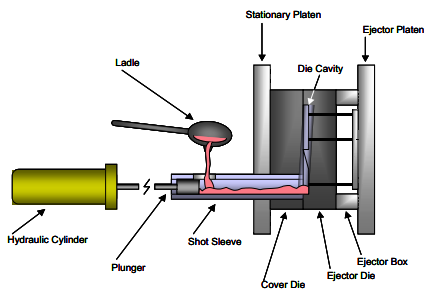
ریخته‌گری با فشار بالا با استفاده از محفظه سرد

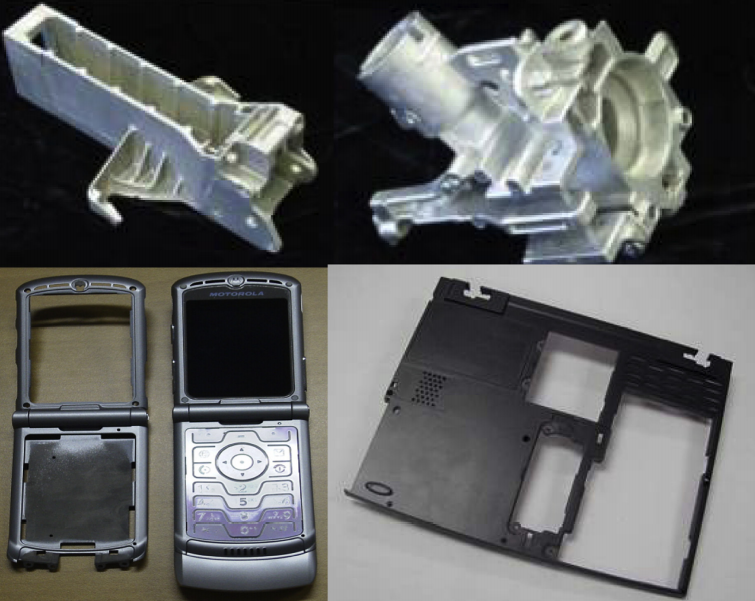
قطعات تولید شده با روش HPDC

#### ریخته‌گری منیزیم با فشار پایین (LPC)

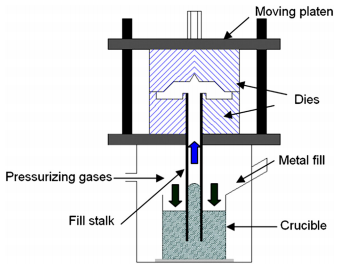
ریخته‌گری منیزیم با فشار پایین